# Robert Janson
Robert Maciej Janson (ur. 7 czerwca 1965 w Czeladzi) – polski kompozytor muzyki filmowej, teatralnej oraz utworów muzycznych z tekstem, aranżer, wokalista, gitarzysta, współzałożyciel zespołu Varius Manx. Był członkiem Akademii Fonograficznej ZPAV, przyznającej statuetki Fryderyka.
Laureat prestiżowych nagród m.in. Fryderyków dla najlepszego kompozytora oraz Laureat Grand Prix Festiwalu w Sopocie Bursztynowy Słowik oraz nagrody Fonograficznej ZPAV, którą zdobył wraz zespołem Varius Manx, czyli Diamentowej Płyty za największą ilość sprzedanych płyt w Polsce za lata (1990–2000). Zdobywca platynowych i złotych płyt. Członek Stowarzyszenia Autorów Organizacji Zbiorowego Zarządzania w Polsce – ZAiKS.
Janson to kompozytor takich piosenek jak „Małe szczęścia”, „Zanim zrozumiesz” (laureat Grand Prix Festiwalu w Sopocie), „Itaka”, „Ruchome piaski” czy „Orła cień”. Jest także autorem muzyki do filmu Młode wilki Jarosława Żamojdy oraz Nocne graffiti Macieja Dutkiewicza. Robert Janson wydał także pod koniec lat 90. solowe płyty.

## Życie zawodowe
W 1989 roku założył w Łodzi zespół Varius Manx wraz z braćmi Michałem i Pawłem Marciniakiem. Na początku zespół tworzył muzykę ilustracyjną i muzykę z pogranicza New Age – płyty „The Beginning” oraz „The New Shape”, na której Robert Janson był wokalistą (singlem był utwór „Blind fate”).
Po nawiązaniu współpracy z Anitą Lipnicką (1993–1995) w zespół tworzył muzykę muzykę pop. Wraz z zespołem Janson wylansował wiele przebojów m.in. „Zanim zrozumiesz”, „Piosenka księżycowa”, „The Gardeners” czy „Orła cień” (już z wokalistką Kasią Stankiewicz).
W 1995 roku stworzył muzykę do kultowego filmu Młode wilki w reżyserii Jarosława Żamojdy. Robert Janson skomponował ścieżki dźwiękowe oraz utwory muzyczno-słowne do filmów, sztuk teatralnych oraz seriali, z których część zostało wydanych na CD i jako soundtracki.
Po zamachach 11 września 2001 roku na World Trade Center na pamiątkę uczczenia ofiar tej tragedii napisał utwór „Nowy Jork i my”, w wykonaniu Varius Manx.
Skomponował utwór m.in. dla Reprezentacji Polskiej na XXVII Letnie Igrzyska Olimpijskie Sydney 2000, hymn dla Krakowa pt. “Kraków Go” (słowa Jacek Cygan) na EURO 2012 oraz w 2016 r. z okazji 1050–lecia chrztu Polski napisał muzykę do hymnu “Tyś jest mój syn” – słowa napisała Iwona Waksmundzka-Olejniczak w wykonaniu orkiestry Sinfonia Varsovia.
Stworzył utwory na płytę dla Maćka Czaczyka – finalisty „Must Be the Music” 2013 r. Jego piosenki śpiewali tacy artyści jak: Maryla Rodowicz, Natasza Urbańska, Marta Żmuda-Trzebiatowska, Robert Gonera, Katarzyna Cichopek, Agnieszka Włodarczyk, Paweł Małaszyński, Michał Żebrowski, zespoł De Su, Grzegorz Markowski, Patrycja Markowska, Olga Bończyk, Kuba Badach, Viola Brzezińską, Bogusław Mec, Ryszard Rynkowski, Andrzej Piaseczny, Anna Wyszkoni, Anna Józefina Lubieniecka, Urszula, Artur Gadowski, Olisa Rea, Piotr Cugowski, Aleksandra Gintrowska czy Łukasz Zagrobelny.
Z okazji Kanonizacji Jana Pawła II napisał muzykę do wierszy Karola Wojtyły, która została wydana na płycie pt. „Miłość mi wszystko wyjaśniła”, którą zaśpiewali czołowi polscy artyści, a płyta zdobyła status platynowej.
Skomponował również utwory instrumentalne oraz z tekstem do oprawy muzycznej przedstawienia „Przygotuj się na miłość”’, w którym zaśpiewali m.in. Kuba Badach, Olga Bończyk, Viola Brzezińska i Marek Kaliszuk oraz sopranistka Agnieszka Gertner Polak.
Napisał piosenkę dla VIVA Najpiękniejsi, dla Fundacji wspierającej uzdolnione dzieci „I Ty możesz sięgnąć gwiazd”, która została zaśpiewana przez laureatów plebiscytu.
W 2010 r. napisał piosenkę pt. „Magiczny Moment” dla Fundacji „Dziecięca Fantazja” oraz piosenkę dla Fundacji wspierającej uzdolnione dzieci. Jest również autorem piosenek wielu piosenek dla dzieci, jak np. „Gwiazdą pragnę być” czy „Spełniają się marzeniaĆ. Wspierał Dom Niewidomego Dziecka w Warszawie na Saskiej Kępie, Klinikę Onkologii, Hematologii i Transplantologii Pediatrycznej Szpitala Klinicznego im. Karola Jonschera w Poznaniu, Fundację Dzieciaki–Chojraki czy Fundację Podkarpackie Hospicjum dla Dzieci.

## Życie prywatne
Od 1999 roku żonaty z Beatą Janson. Razem otrzymali nagrodę w plebiscycie Srebrne Jabłka miesięcznika „Pani” w 2007 r. Mają córkę Emmę, urodzoną w 2001 roku.
28 maja 2006 wracając z koncertu wraz z innymi muzykami, kierując samochodem pod Miliczem wpadł w poślizg i uderzył w drzewo. W jego wyniku jeden z muzyków doznał złamania obojczyka, zaś Monika Kuszyńska, wokalistka zespołu Varius Manx, doznała m.in. poważnego uszkodzenia kręgosłupa. 30 grudnia 2008 prokurator przedstawił Robertowi Jansonowi zarzut spowodowania wypadku drogowego. 26 lutego 2009 Robert Janson został skazany na karę dwóch lat pozbawienia wolności z warunkowym zawieszeniem jej wykonania na okres czterech lat próby.

## Dyskografia
Albumy
| Rok  | Album                                                                                        | Certyfikat         |
| ---- | -------------------------------------------------------------------------------------------- | ------------------ |
| 1997 | Trzeci wymiar - Data: 1997 - Wydawca: Zic Zac                                                | - POL: złota płyta |
| 1997 | Muzyka z filmu Nocne graffiti - Data: 10 lutego 1997 - Wydawca: PolyGram Polska              | - POL: złota płyta |
| 1999 | Nowy świat - Data: 1999 - Wydawca: Zic Zac/BMG Poland                                        |                    |
| 2008 | Świadectwo. Muzyka filmowa - Data: 10 grudnia 2008 - Wydawca: Agora SA                       |                    |
| 2014 | Miłość Mi wszystko wyjaśniła Wydawca: Sony Music Poland                                      |                    |
| 2016 | „Tyś jest mój syn” hymn z okazji obchodów 1050 rocznicy chrztu Polski Sinfonia Varsovia      |                    |
| 2017 | Dwie korony (muzyka do filmu Dwie korony) - Data: 6 grudnia 2017 - Wydawca: Telewizja Polska |                    |

Single
| Rok                        | Tytuł                                            | Pozycja na liście | Pozycja na liście | Album         |
| Rok                        | Tytuł                                            | LP3               | SLiP              | Album         |
| -------------------------- | ------------------------------------------------ | ----------------- | ----------------- | ------------- |
| 1997                       | „Małe szczęścia” (gościnnie: Kuba Badach)        | 11                | 8                 | Trzeci wymiar |
| 1997                       | „Itaka”                                          | 34                | –                 | Trzeci wymiar |
| 1997                       | „Jedno słowo wystarczy” (gościnnie: Kuba Badach) | 49                | –                 | Trzeci wymiar |
| 1999                       | „Nowy świat” (gościnnie: Kuba Badach)            | 28                | –                 | Nowy świat    |
| „–” album nie był notowany |                                                  |                   |                   |               |

Inne
| Rok  | Album                                    | Uwagi                                                                       | Źródło |
| ---- | ---------------------------------------- | --------------------------------------------------------------------------- | ------ |
| 1996 | De Su – De Su                            | muzyka                                                                      | [ 24 ] |
| 1998 | Lidia Kopania – „Niezwykły dar” (singel) | muzyka, produkcja muzyczna                                                  | [ 25 ] |
| 2005 | Bogusław Mec – Recepta na życie          | muzyka                                                                      | [ 26 ] |
| 2006 | Ewa Sonnet – Nielegalna                  | muzyka, produkcja muzyczna                                                  | [ 27 ] |
| 2007 | Agnieszka Włodarczyk – Nie dla oka...    | muzyka i produkcja utworów „Zawsze byłam”, „Odnajdę ciebie” i „Powiedz jej” | [ 28 ] |
| 2012 | Maciej Czaczyk – Maciej Czaczyk          | muzyka                                                                      | [ 29 ] |

## Filmografia
| Rok       | Tytuł                                        | Uwagi                    | Źródło |
| 2021      | Wyszyński, dobry kontakt w niebie            | Muzyka                   | [ 30 ] |
| 2021      | Taksówkarz – cichy bohater grudnia           | Muzyka                   | [ 30 ] |
| 2021      | Świat pełen niespodzianek                    | Muzyka                   | [ 30 ] |
| 2020      | Negocjator (spektakl telewizyjny)            | Muzyka                   | [ 30 ] |
| 2020      | Święci z Doliny Niniwy                       | Muzyka                   | [ 31 ] |
| 2019      | Pewność                                      | Muzyka                   | [ 30 ] |
| 2017      | Dom pokoju                                   | Muzyka                   | [ 30 ] |
| 2017      | Dwie korony                                  | Muzyka                   | [ 30 ] |
| 2016      | Świętość i miłosierdzie                      | Muzyka                   | [ 30 ] |
| 2015      | Błogosławiona wina                           | Muzyka, producent nagrań | [ 30 ] |
| 2015      | Przygotuj się na miłość (widowisko muzyczne) | Muzyka                   | [ 32 ] |
| 2013–2014 | Wrzuć na luuuz (serial telewizyjny)          | Muzyka                   | [ 30 ] |
| 2011      | Przyjazne dusze (spektakl teatralny)         | Muzyka                   | [ 33 ] |
| 2011      | Wojna żeńsko-męska                           | Muzyka                   | [ 30 ] |
| 2010      | Maszyna do liczenia (spektakl teatralny)     | Muzyka                   | [ 34 ] |
| 2008      | Świadectwo                                   | Muzyka                   | [ 30 ] |
| 1996      | Nocne graffiti                               | Muzyka                   | [ 30 ] |
| 1995      | Młode wilki                                  | Muzyka, aranżacja        | [ 30 ] |
| 1992      | Studnia dusz                                 | Muzyka                   | [ 30 ] |